# Robert Pražák
Robert Pražák   (Plzeň, 2 de desembre de 1892 - Plzeň, 16 de maig de 1966) va ser un gimnasta artístic txecoslovac que va competir durant la dècada de 1920.
El 1920 va prendre part en els Jocs Olímpics d'Anvers, on fou quart en el concurs complet per equips del programa de gimnàstica. Quatre anys més tard, als Jocs de París, disputà les nou proves del programa de gimnàstica. Guanyà la medalla de plata en les competicions del concurs complet individual, anelles i barres paral·leles. En les altres proves destaquen la vuitena posició en cavall amb arcs i la novena en barra fixa i salt sobre cavall. En les altres proves finalitzà més enllà de la desena posició.